# (34416) 2000 RV104
2000 RV104 (asteroide 34416) é um asteroide da cintura principal. Possui uma excentricidade de 0.09589140 e uma inclinação de 10.81161º.
Este asteroide foi descoberto no dia 6 de setembro de 2000 por LINEAR em Socorro.